# Escalator over the Hill
Escalator over the Hill è un'opera jazz completata nel 1971 e incisa come album discografico dalla compositrice statunitense Carla Bley e dal poeta statunitense Paul Haines. Alle registrazioni ha collaborato la Jazz Composer's Orchestra.

## Il disco
Escalator Over the Hill ha una durata di oltre un'ora e mezza e fu registrato nel corso di tre anni (dal 1968 al 1971). L'album venne originariamente pubblicato su triplo vinile in un cofanetto che conteneva anche un booklet con i testi delle canzoni, foto e profili dei musicisti. Nella sesta facciata dell'LP originale l'ultimo brano termina in un "locked groove" ovvero in un microsolco contenente gli ultimi secondi di musica e forzato a riprodurli in loop. Normalmente, nei dischi a 33 giri, al termine della musica la spirale dei solchi si allarga e termina in un anello non inciso: in questo album (ma vi sono altri esempi ben noti) il brano finale non ha mai termine perché l'ultimo solco è in circolo, ed il braccio del giradischi deve essere sollevato manualmente per interromperne la riproduzione. Nella versione digitale di Escalator Over The Hill, l'effetto è stato replicato riproducendo il solco finale dal minuto 9'55" per oltre 17 minuti di durata, sfruttando la maggiore capienza del compact disc.
Nel 1997, una versione dal vivo di Escalator Over the Hill, ri-orchestrata da Jeff Friedman, venne eseguita per la prima volta a Colonia, in Germania.
I musicisti coinvolti nell'incisione originale sono moltissimi, suonarono in diverse formazioni, coprendo un ampio raggio di generi musicali, dalla musica da cabaret di Kurt Weill, al free jazz, dal rock alla musica classica indiana. Lo scrittore Stuart Broomer considera l'opera essere la summa dell'energia creativa "che nel jazz andò perduta tra il 1968 e il 1972".
Tra le cantanti impiegate c'è una giovane ed ancora sconosciuta Linda Ronstadt, in aggiunta a Jeanne Lee, Paul Jones, Carla Bley, Don Preston, Sheila Jordan, e la figlia di 4 anni di Bley e Mantler, Karen Mantler.

## Tracce
Side 1
1. Hotel Overture – 13:11

Side 2
1. This Is Here... – 6:02
2. Like Animals – 1:21
3. Escalator Over the Hill – 4:57
4. Stay Awake – 1:31
5. Ginger and David – 1:39
6. Song to Anything That Moves – 2:22

Side 3
1. Eoth Theme – 0:35
2. Businessmen – 5:38
3. Ginger and David Theme – 0:57
4. Why – 2:19
5. It's Not What You Do – 0:17
6. Detective Writer Daughter – 3:16
7. Doctor Why – 1:28
8. Slow Dance (Transductory Music) – 1:50
9. Smalltown Agonist – 5:24

Side 4
1. End of Head – 0:38
2. Over Her Head – 2:38
3. Little Pony Soldier – 4:36
4. Oh Say Can You Do? – 1:11
5. Holiday in Risk – 3:10
6. Holiday in Risk Theme – 0:52

Side 5
1. A.I.R. (All India Radio) – 3:58
2. Rawalpindi Blues – 12:44

Side 6
1. End of Rawalpindi – 9:40
2. End of Animals – 1:26
3. ... And It's Again – 9:55